# Curb Your Enthusiasm
Curb Your Enthusiasm (2000-2024) is een Amerikaanse komische televisieserie. De reeks werd bedacht door Larry David, die ook het hoofdpersonage, een gefictionaliseerde versie van zichzelf, vertolkt. De serie werd tussen 2000 en 2024 uitgebracht door de Amerikaanse betaalzender HBO en telt twaalf seizoenen.

## Verhaal
De joodse komiek en televisiemaker Larry David, samen met Jerry Seinfeld bedenker van de succesvolle sitcom Seinfeld (1989–1998), speelt in de serie een gefictionaliseerde versie van zichzelf. De reeks speelt zich hoofdzakelijk af in Los Angeles, waar David woont en renteniert, en focust zich op de interacties die David heeft met familie, vrienden en kennissen, waaronder zijn echtgenote Cheryl, zijn huisgenoot Leon Black, zijn vriend Marty Funkhouser, zijn manager Jeff Greene en diens temperamentvolle echtgenote Susie. Omdat de neurotische en narcistische David een eigenzinnige en egocentrische kijk heeft op bestaande sociale conventies en religieuze tradities zorgen die interacties vaak voor komische en gênante situaties.
In de reeks komen regelmatig bekende acteurs en komieken voor die net als David een gefictionaliseerde versie van zichzelf spelen. Onder meer Ted Danson, Mary Steenburgen en Richard Lewis behoren in de serie tot de vriendenkring van David. In het zevende seizoen van de serie komen alle hoofdrolspelers van Seinfeld (Jerry Seinfeld, Julia Louis-Dreyfus, Jason Alexander en Michael Richards) samen om een officieuze reünie-aflevering van de sitcom op te nemen.

## Rolverdeling
| Acteur         | Personage        |
| -------------- | ---------------- |
| Larry David    | Als zichzelf     |
| Jeff Garlin    | Jeff Greene      |
| Cheryl Hines   | Cheryl David     |
| Susie Essman   | Susie Greene     |
| J.B. Smoove    | Leon Black       |
| Richard Lewis  | Als zichzelf     |
| Ted Danson     | Als zichzelf     |
| Bob Einstein   | Marty Funkhouser |
| Kaitlin Olson  | Becky            |
| Vivica A. Fox  | Loretta Black    |
| Shelley Berman | Nat David        |

Heel wat beroemdheden hebben in de serie een gastrol. Bekende voorbeelden zijn Mel Brooks, Jerry Seinfeld, Jason Alexander, Ben Stiller, David Schwimmer, Julia Louis-Dreyfus, Wanda Sykes, Mary Steenburgen, Christian Slater, John McEnroe, Jon Hamm, Michael J. Fox, Ricky Gervais, Philip Baker Hall, Shaquille O'Neal, Lin-Manuel Miranda en Martin Scorsese.

## Productie

### Voorgeschiedenis
In de jaren 1970 en '80 had Larry David een onsuccesvolle carrière als stand-upcomedian, sketchacteur en scenarioschrijver. Van 1989 tot 1998 schreef en produceerde hij samen met Jerry Seinfeld de sitcom Seinfeld voor NBC. Hoewel hij in tegenstelling tot Seinfeld zelf geen rol vertolkte in de sitcom wist David toch zijn stempel op de komische reeks te drukken. Het personage George Costanza werd door de makers vaak beschreven als een uitvergrote versie van David. Een belangrijk aspect van de serie was de humor die voortvloeide uit gênante, asociale en egocentrische interacties en het overdreven belang dat door de personages gehecht werd aan banale zaken. De serie was een groot succes en zou David na syndicatie zo'n 200 miljoen dollar opgebracht hebben.

### Comedy-special
Na Seinfeld wilde David opnieuw met stand-upcomedy beginnen. Zijn collega Jeff Garlin raadde hem aan om zijn poging om opnieuw te beginnen optreden te filmen als een comedy-special voor HBO. Uiteindelijk werd besloten om zijn comeback als een mockumentary op te nemen. Fragmenten van Davids optredens werden voor de mockumentary afgewisseld met scènes waarin hij een gefictionaliseerde en vaak kleinzielige versie van zichzelf speelde. Garlin speelde voor het project zijn manager en Cheryl Hines werd gecast als zijn echtgenote. Collega's als Richard Lewis, Jerry Seinfeld en Jason Alexander speelden zichzelf.
De mockumentary, getiteld Larry David: Curb Your Enthusiasm, werd begin 1999 opgenomen door Robert B. Weide, die eerder al documentaires gemaakt had over onder meer The Marx Brothers en Lenny Bruce. Om het geheel een realistische cinéma vérité-stijl te geven, werd besloten om de gesprekken tussen de personages te improviseren. De comedy-special, die door David als een eenmalig televisieproject beschouwd werd, werd op 17 oktober 1999 uitgezonden door HBO.

### Serie

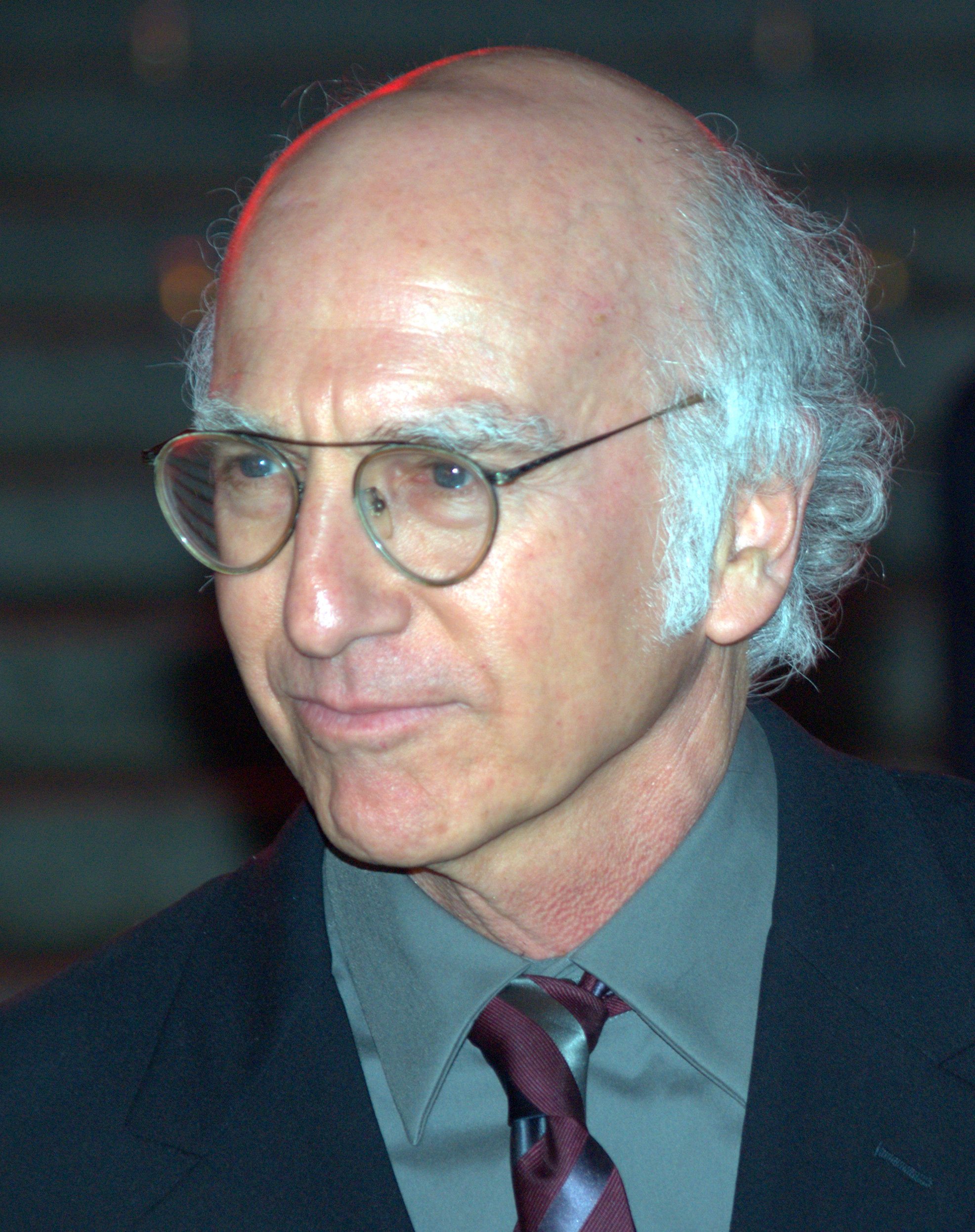
Larry David is de bedenker en hoofdrolspeler van de serie.

Volgens Chris Albrecht, toenmalig programmadirecteur van HBO, was de comedy-special vooral een succes vanwege het mockumentarygedeelte waarin David een uitvergrote versie van zichzelf speelde en niet zozeer vanwege Davids stand-upcomedy. Om die reden kreeg David van HBO de vraag om het mockumentarygedeelte van de comedy-special uit te werken tot een serie.
Het eerste seizoen van Curb Your Enthusiasm werd in 2000 opgenomen en uitgezonden. Hines en Garlin keerden terug om opnieuw zijn echtgenote en manager te vertolken. Susie Essman werd gecast als de echtgenote van Garlins personage. In de beginjaren van de serie beschikte de productie over een zeer laag budget. Vanaf het vierde seizoen kreeg Bob Einstein een terugkerende rol als Davids vriend Marty Funkhouser. Twee seizoenen later kreeg J.B. Smoove een vaste rol als Davids huisgenoot Leon Black. In 2011 werd het achtste seizoen van Curb Your Enthusiasm uitgezonden. Nadien werd het lange tijd stil rond de serie. Volgens regisseur Jeff Schaffer werd het achtste seizoen door David ook beschouwd als het laatste seizoen van de serie. Na een afwezigheid van zes jaar besloot David alsnog om de serie voort te zetten.
Voor elke aflevering wordt een kort script geschreven waarin in grote lijnen beschreven wordt waarover de aflevering gaat, maar voor de dialogen van de personages rekent de serie op improvisaties van de cast. Deze werkwijze maakt het zeer moeilijk om afleveringen te monteren. Naast David zelf werken ook heel wat andere oud-medewerkers van Seinfeld aan de serie mee. Onder meer Larry Charles, Alec Berg, David Steinberg en Jeff Schaffer regisseerden afleveringen voor beide series. Verder deelt Curb Your Enthusiasm ook verschillende acteurs en verhaallijnen met Seinfeld.
De intromuziek van de serie is het nummer "Frolic" van de Italiaanse componist Luciano Michelini. David ontdekte de muziek twee jaar voor het begin van de serie toen hij het nummer hoorde in een reclamespot van een bank. De serie gebruikt ook regelmatig muziek van Italiaanse componisten als Ennio Morricone, Armando Trovajoli, Franco Micalizzi en Gianni Ferrio.

## Afleveringen
Hoewel de meeste afleveringen op zich staan, bevatten de meeste seizoenen ook een overkoepelende verhaallijn. Zo werkt David in het vierde seizoen mee aan de Broadwayproductie The Producers, probeert hij in het zevende seizoen een reünie-aflevering van Seinfeld op te nemen en vreest hij in het negende seizoen voor zijn leven na een fatwa van ayatollah Ali Khamenei.

## Stijl en invloeden
In Curb Your Enthusiasm speelt David een gefictionaliseerde versie van zichzelf. In de serie gedraagt hij zich als een egocentrische, misantropische narcist die vaak te veel belang hecht aan onbeduidende, maar herkenbare zaken uit het dagelijks leven en te weinig rekening houdt met de gevoelens van anderen. Hij heeft vaak lak aan sociale conventies en religieuze tradities, wat zorgt voor controversiële en gênante situaties. In het Engels wordt dit soort humor bestempeld als cringe comedy, omdat het bij het publiek een gevoel van plaatsvervangende schaamte oproept. De serie is ook een vorm van observatiehumor omdat David alledaagse en vaak zeer herkenbare zaken op komische wijze becommentarieert of ervaart.
Omdat verschillende beroemdheden in de serie een uitvergrote en negatieve versie van zichzelf spelen en bepaalde verhaallijnen gelijkenissen vertonen met of verwijzen naar de werkelijkheid zijn ook metahumor en zelfspot een belangrijk onderdeel van de serie. Zo is David in de serie net als in het echte leven een joodse televisieproducent en komiek die rijk werd door het succes van Seinfeld en die van golf houdt, getrouwd is, in Los Angeles woont en bevriend is met onder meer Ted Danson en Richard Lewis. David draagt ook zijn eigen kleding voor de opnames. Daarnaast bevat de serie veel joodse humor, waarvan zelfhaat/zelfspot een karakteristiek onderdeel is. Ook de titel van de serie – curb your enthusiasm betekent zoveel als 'houd je enthousiasme binnen de perken/verwacht er niet te veel van' – is een typisch voorbeeld van joodse humor. In de serie komen ook regelmatig controversiële, joodse onderwerpen als antisemitisme, de Holocaust en het Arabisch-Israëlisch conflict aan bod.
Bovenstaande vormen van humor waren ook al terug te vinden in het door David geschreven en geproducete Seinfeld, en in het bijzonder in het op David gebaseerde personage George Costanza. Seinfeld was in tegenstelling tot Curb Your Enthusiasm een traditionele sitcom die opgenomen werd met de multicameratechniek en een live-publiek. Een andere bron van invloed is de satirische HBO-serie The Larry Sanders Show (1992–1998). Die reeks, die eveneens door HBO werd uitgezonden, speelde zich af in de wereld van film- en televisiemakers, zocht voortdurend de grens tussen feit en fictie op, bevatte heel wat beroemdheden die een fictieve versie van zichzelf speelden en werd in tegenstelling tot traditionele sitcoms niet met de multicameratechniek, live-publiek of lachband maar op een realistische, documentaire-achtige wijze opgenomen. Curb Your Enthusiasm wordt dan weer beschouwd als een invloed op series als Extras (2005–2007), The Comeback (2005), Louie (2010–2015), The Trip (2010–2020) en Veep (2012–2019). In België wordt de serie beschouwd als een inspiratiebron voor Het Geslacht De Pauw (2004–2005).

## Prijzen
Emmy Award
- Beste regie voor een komische serie: 2003
- Beste montage voor een komische serie (single-camera): 2012

Golden Globe
- Beste televisieserie (komedie of musical): 2003

Writers Guild of America Award
- Beste komische serie: 2006

Directors Guild of America Award
- Beste regie voor een komische serie: 2003, 2012

Producers Guild of America Award
- Beste komische serie: 2003, 2005